# Curcuma sattayasaiorum
Curcuma sattayasaiorum là một loài thực vật có hoa trong họ Gừng. Loài này được Arunrat Chaveerach và Runglawan Sudmoon mô tả khoa học đầu tiên năm 2008. Mẫu định danh: A. Chaveerach 609; thu thập ở cao độ 200 m ngày 20 tháng 7 năm 2001 tại Ban Khok Sa-Nga, huyện Nam Phong, tỉnh Khon Kaen, đông bắc Thái Lan.
Tên bản địa của loài này là waan phaya ngu tuaphu theo cách gọi của các thầy lang. Một số thành viên của họ Zingiberaceae và các họ khác như Amaryllidaceae, Asteraceae, Solanaceae, Fabaceae và Asteliaceae, tạo thành một nhóm thực vật quan trọng được gọi là waan trong tiếng Thái. Từ này đề cập đến rễ hoặc phần thân lưu trữ chất dưới lòng đất. Từ phaya ngu trong tiếng Thái có nghĩa là rắn hổ mang chúa, trong khi từ tuaphu có nghĩa là đực, và trong trường hợp này nó có nghĩa là "nghệ rắn hổ mang chúa đực".

## Từ nguyên
Tính từ định danh của loài sattayasaiorum được đặt theo họ của 2 tiến sĩ Nison Sattayasai và Jintana Sattayasai, những người trước đây đã nghiên cứu thành phần hoạt chất của nó, bao gồm chất lượng, số lượng, hoạt tính đối với tính chất và cấu trúc chống nọc độc rắn. Từ những quan sát và giả thuyết của họ, loài này là khác biệt loài gần giống nó nhất là C. longa. Trong bài báo gốc, nhóm tác giả ghi tính từ định danh là sattayasaii. Tuy nhiên, đây là dạng số ít trong khi ở đây là để vinh danh 2 người nên tính từ đúng phải ở dạng số nhiều là sattayasaiorum và các tài liệu sau đó đã hiệu chỉnh lại danh pháp.

## Phân bố
Loài này có tại tỉnh Khon Kaen, đông bắc Thái Lan. Loài này được trồng trên các khu đất trống trong vườn nhà với đất sét ẩm ướt và dưới bóng cây ở độ cao 200 m tại Ban Khok Sa-Nga (bản Rắn hổ mang chúa) và một số làng lân cận, thuộc huyện Nam Phong, tỉnh Khon Kaen ở đông bắc Thái Lan.

## Mô tả
Cây thảo thân rễ sống trên cạn. Thân rễ phân nhánh, với thân rễ chính hình nón, dài 8-10 cm và đường kính 1,5-2,5 cm, thân rễ thứ cấp hình trụ, đường kính 1-1,5 cm, nằm ngang, vỏ màu vàng ánh nâu, ruột màu vàng cam sẫm, có mùi thơm. Rễ chùm. Thân giả cao 70-100 cm. Lá một năm, 5-6, bẹ lá dài 30-50 cm, màu xanh lục, nhẵn nhụi. Cuống lá thanh mảnh, dài 15-35 cm. Lưỡi bẹ rất ngắn, dài 2-3 mm, như màng, có khía răng cưa. Phiến lá thuôn dài đến thuôn dài-hình mác, hai mặt nhẵn nhụi, 30-45 × 7-13 cm, đáy hình nêm, đỉnh nhọn đến nhọn thon. Cụm hoa đầu cành, dài 16-17 cm, cuống cụm dài 30-31 cm, nhẵn nhụi. Lá bắc xếp lợp; lá bắc sinh sản 12-17, hình trứng rộng, 4-5 × 3,2-3,5 cm, dạng túi, màu lục nhạt đến vàng nhạt với đỉnh ánh lục, đỉnh nhọn, đáy hợp sinh ~1/3 chiều dài, hai mặt nhẵn nhụi, 2-3 hoa mỗi lá bắc, lá bắc mào 4-7, hình elip, 5,8-7 × 3-3,5 cm, màu trắng ánh hồng hoặc lục nhạt ánh hồng, đáy dạng túi, đáy hợp sinh ~1/5 chiều dài. Lá bắc con hình elip, 2,5-3 × 1,8-2,2 cm, màu trắng, nhẵn nhụi. Đài hoa hình ống, như màng, có lông tơ, 0,6-0,8 × 0,2-0,3 cm, đỉnh 3 thuỳ không đều, đỉnh thùy thuôn tròn, khía xuống một bên dài ~3 mm. Ống tràng hoa dài 2,0-2,3 cm, màu vàng nhạt đến trắng, 3 thùy; thùy lưng hình trứng rộng, 1,7-2 × 1,5-1,7 cm, màu vàng nhạt đến trắng, dạng túi, đỉnh có nắp và mấu nhọn dài 2-3 mm, nhẵn nhụi, các thùy bên hình trứng, 1,7-2,2 × 1-1,2 cm, đỉnh thuôn tròn, màu vàng nhạt đến trắng, nhẵn nhụi. Cánh môi hình trứng ngược, màu cam nhạt với dải màu cam ở giữa chạy từ đáy đến đỉnh, 2,2-2,5 × 1,8-2 cm, đỉnh hơi 3 thùy với phần xa của thùy giữa có 2 thùy. Các nhị lép bên thuôn dài, 0,8-0,9 × 0,5-0,6 cm, màu cam nhạt, đỉnh thuôn tròn. Nhị 1, chỉ nhị phẳng, dài ~1 cm, đáy hợp sinh với các nhị lép bên. Bao phấn lắc lư, 4,5 × 2,3 mm, 2 cựa dài ở gốc, mặt lưng có lông tơ. Mào bao phấn rất ngắn, hình trứng rộng, rộng hơn dài, 3 × 1,5-2 mm, màu trắng, nhẵn nhụi. Bầu nhụy hạ, có lông tơ, 3 ngăn, noãn đính trụ. Vòi nhụy 1, hình chỉ, dài quá bầu nhụy ~3 mm,đầu nhụy hình chén, 4 thùy, lỗ nhỏ có lông rung. Tuyến trên bầu 2, thuôn dài hẹp, dài 4 mm, màu vàng nhạt. Không thấy quả. Ra hoa tháng 7-9.
C. sattayasaiorum tương tự như C. longa ở các điểm sau: Thân rễ phân nhánh, ruột màu vàng; phiến lá màu xanh lục, thuôn dài hay hình elip; cụm hoa đầu cành, cánh môi với dải trung tâm, hình trứng ngược; nhưng khác ở các đặc điểm sau: Thân rễ phân nhánh theo chiều ngang trên mặt đất; lá bắc mào màu trắng ánh hồng hoặc lục nhạt ánh hồng; tràng hoa màu vàng nhạt với đỉnh màu cam; cánh môi màu cam nhạt với dải trung tâm màu cam; mào bao phấn rất ngắn, hình trứng rộng, rộng hơn dài.

## Sử dụng
Cùng với C. zedoarioides (tên gọi bản địa: waan phaya ngu tuamia - nghĩa là nghệ rắn hổ mang cái), các thân rễ được sử dụng theo truyền thống trong nhiều thập kỷ tại khu vực này làm thuốc giải nọc độc rắn hổ mang.